# Pardal
Passer é um gênero da família Passeridae, também conhecido como pardal. O gênero inclui o P. domesticus e o P. montanus, algumas das aves mais comuns no mundo. São pequenos pássaros com bicos grossos para comer sementes, e são, na sua maioria, de cor cinza ou marrom. Nativo no Velho Mundo, algumas espécies foram introduzidas em todos os continentes.

## Taxonomia

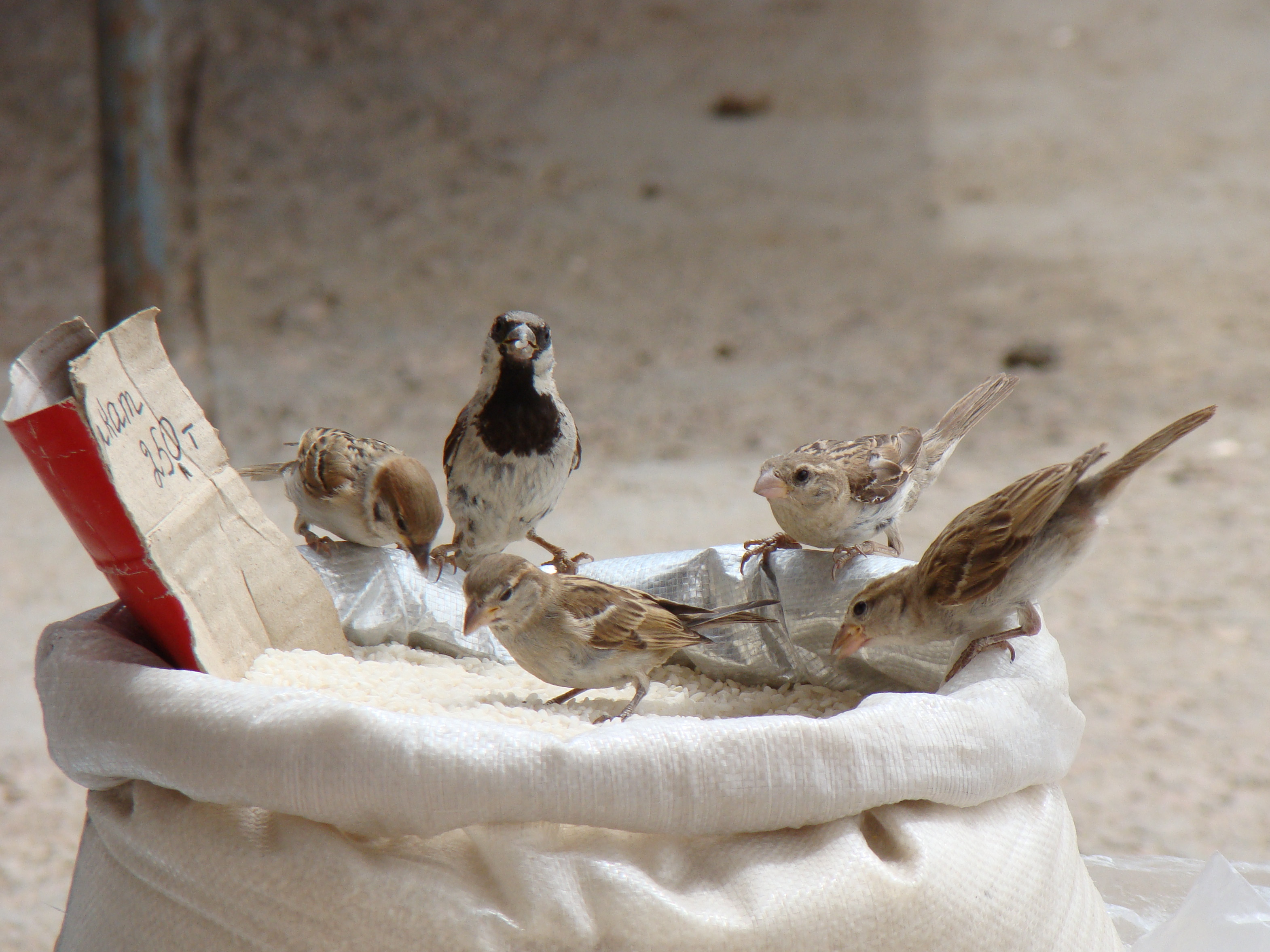
Um grupo misto de pardais do gênero Passer contendo um P. montanus, um P. domesticus macho uma fêmea de P. hispaniolensis, se alimentando de grãos na cidade de Baikonur, no Cazaquistão.

Estudos realizados por Arnaiz-Villena et al. examinaram as relações evolutivas do gênero Passer com outros membros da família Passeridae, e de membros do gênero em relação ao outro. De acordo com um estudo realizado por Arnaiz-Villena et al. publicado em 2001, o gênero se originou na África e o P. melanurus é a linhagem mais basal. As linhagens específicas dentro do gênero, como o P. domesticus e outros pardais da região paleoártica, são provavelmente provenientes do sul e oeste da África.

### Sub-espécies

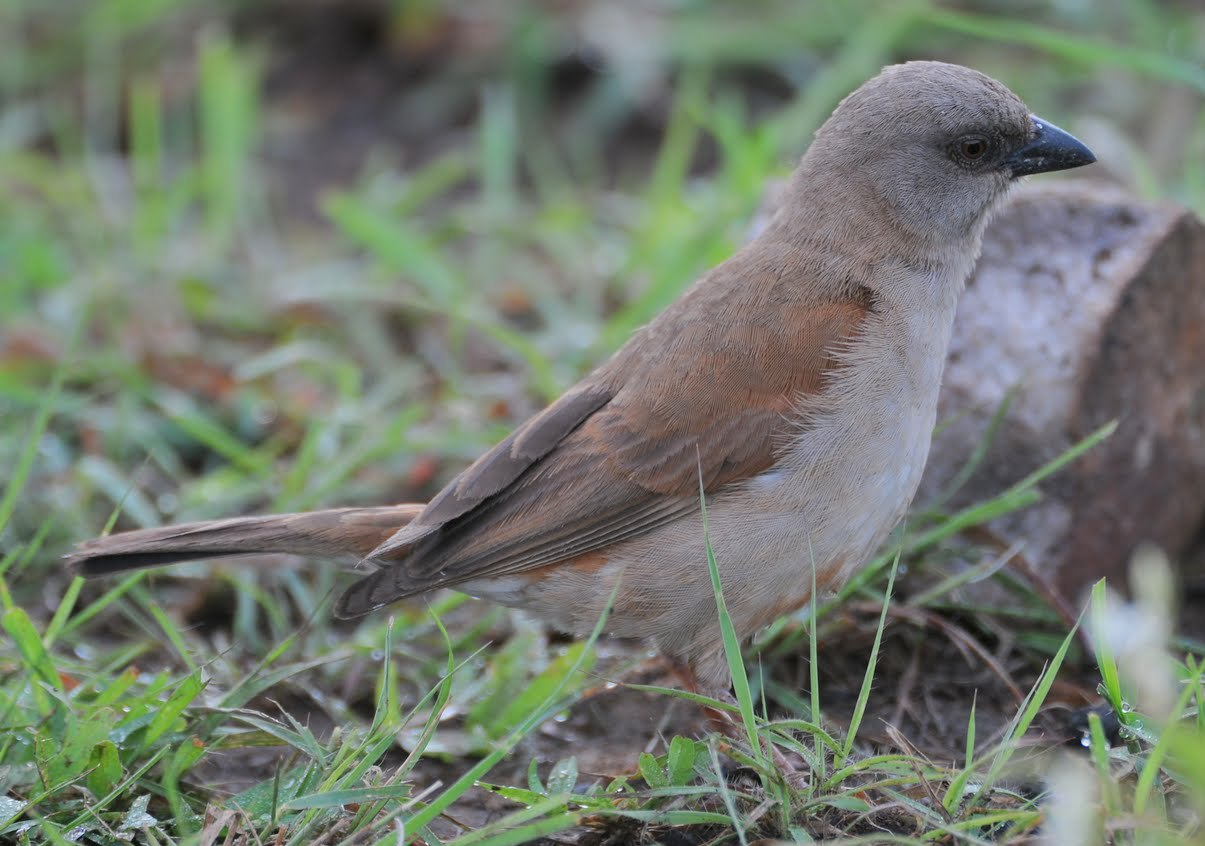
P. griseus, em Ruanda.

Estas são as espécies reconhecidas pelo Handbook of the Birds of the World, com exceção do P. hemileucus, a separação de que a partir do P. insularis foi reconhecido pelo BirdLife International, em 2010. Além dessas espécies vivas, há fósseis questionáveis, desde o Mioceno Inferior, e o P. predomesticus é do Pleistoceno Médio.
- Passer ammodendri Gould, 1872
- Passer castanopterus Blyth, 1855
- Passer cordofanicus Heuglin, 1871
- Passer diffusus (Smith, 1836)
- Passer domesticus (Linnaeus, 1758)
- Passer eminibey (Hartlaub, 1880)
- Passer euchlorus (Bonaparte, 1851)
- Passer flaveolus Blyth, 1844
- Passer gongonensis (Oustalet, 1890)
- Passer griseus (Vieillot, 1817)
- Passer hemileucus Ogilvie-Grant & Forbes, 1900
- Passer hispaniolensis (Temminck, 1820)
- Passer iagoensis (Gould, 1837)
- Passer insularis Sclater & Hartlaub, 1881
- Passer italiae (Vieillot, 1817)
- Passer luteus (Lichtenstein, 1823)
- Passer melanurus (Statius Müller, 1776)
- Passer moabiticus (Tristram, 1864)
- Passer montanus (Linnaeus, 1758)
- Passer motitensis Smith, 1836
- Passer predomesticus Tchernov, 1962
- Passer pyrrhonotus Blyth, 1845
- Passer rufocinctus Fischer & Reichenow, 1884
- Passer rutilans (Temminck, 1835)
- Passer shelleyi (Sharpe, 1891)
- Passer simplex (Lichtenstein, 1823)
- Passer suahelicus Reichenow, 1904
- Passer swainsonii Rüppell, 1840

## Descrição

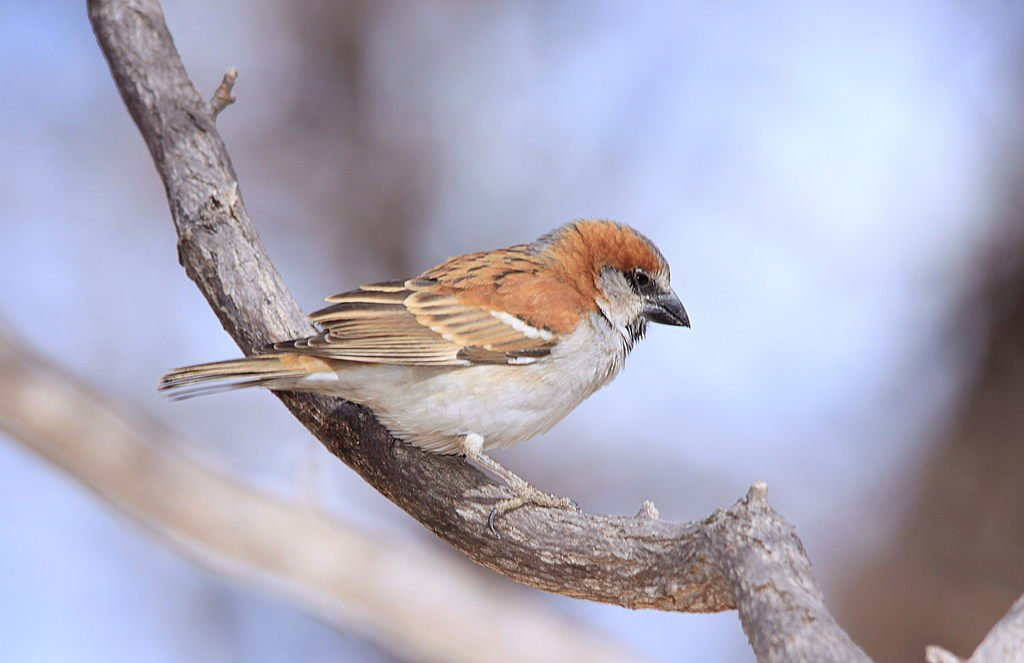
Um P. motitensis no Parque Nacional Marakele, na África do Sul.

Estes pardais são pequenos pássaros marrons e/ou acinzentados, muitas vezes com manchas pretas, amarelas ou brancas. Normalmente tem 10 a 20 cm de comprimento, mas variam em tamanho: o P. eminibey, tem 11,4 cm e 13,4 gramas, o P. gongonensis, tem 18 cm e 42 gramas. Possuem bicos cônicos grossos. Todas as espécies têm canções semelhantes ao canto do P. domesticus chirrup ou tschilp, e alguns, embora não sejam o P. domesticus, têm canções elaboradas.

## Distribuição

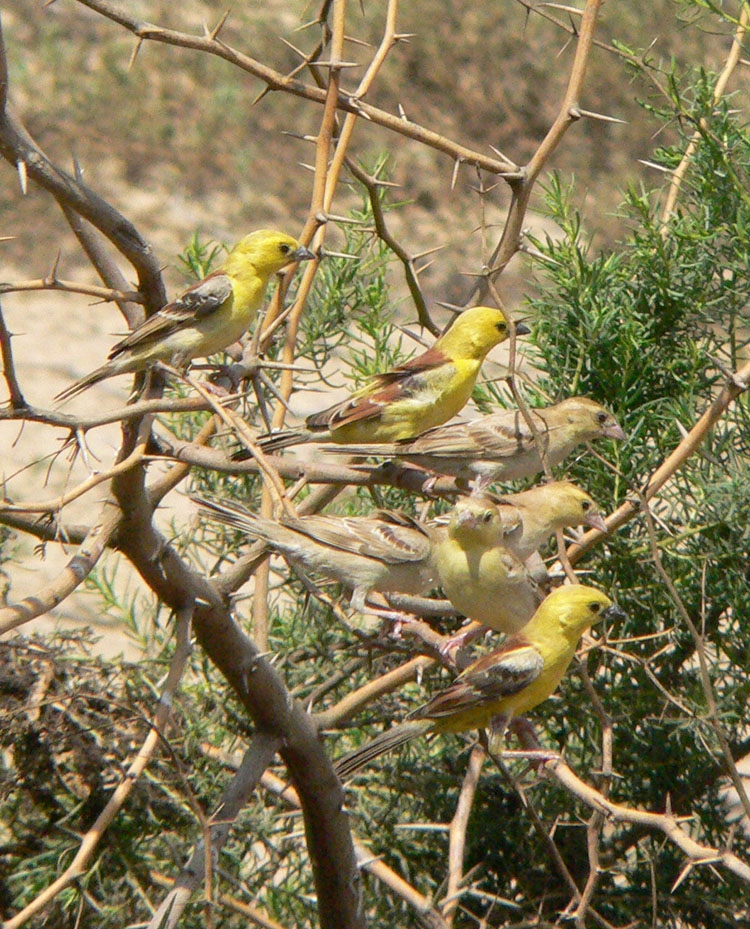
Um bando de P. luteus perto do Mar Vermelho, no Sudão.

A maioria das aves são encontradas naturalmente em habitats abertos nos climas mais quentes da África e sul da Eurásia. Estudos sobre a evolução sugerem que o gênero se originou na África. Várias espécies se adaptaram com a habitação humana podendo viver na maioria das cidades urbanas, e isso permitiu que o P. domesticus, em particular, em estreita associação com os seres humanos, ampliasse o seu alcance na Eurásia bem além do que foi, provavelmente, seu lar original no Oriente Médio. Além desta colonização natural, o P. domesticus foi introduzido em muitas partes do mundo fora de seu habitat natural, incluindo a América, a África subsaariana e a Austrália. O P. montanus também foi introduzido artificialmente em menor escala, com populações na Austrália e localmente em Missouri e Illinois, nos Estados Unidos. Sua chegada ao Brasil foi por volta de 1903 (segundo registros históricos), quando o então prefeito do Rio de Janeiro, Francisco Pereira Passos, autorizou a soltura deste pássaro exótico proveniente de Portugal.

## Comportamento

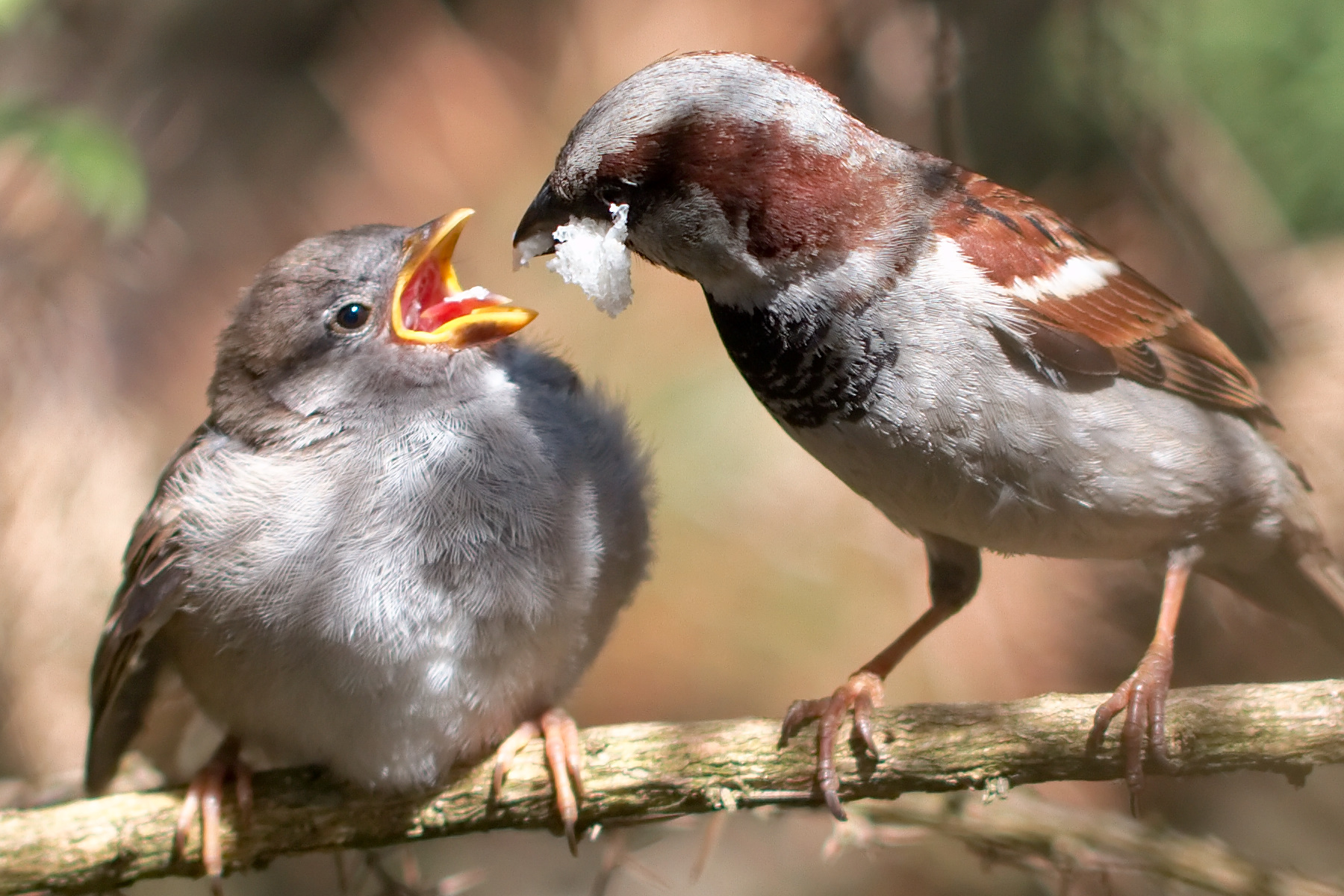
Um P. domesticus macho alimentando um filhote

As espécies do gênero Passer constroem um ninho desordenado, que, dependendo da espécie e da disponibilidade no local do ninho, pode ser em um arbusto ou árvore, em um orifício natural numa árvore, em um edifício, ou mesmo um ninho de outras espécies, tais como a cegonha-branca. Bota até oito ovos e é incubado por ambos os pais, normalmente por 12 a 14 dias, mas pode chegar de 14 a 24 dias.
Se alimentam principalmente de sementes, embora também consumam pequenos insetos, especialmente no período de reprodução. Algumas espécies, como o P. griseus procuram comida em torno das cidades e são quase onívoros. A maioria das espécies são gregários e formam bandos substanciais.